# God's Great Dance Floor - Step 01
God's Great Dance Floor - Step 01 es el álbum debut como solista del músico y compositor británico Martin Smith. Fue lanzado el 23 de abril de 2013, y es su primer proyecto completo de estudio después de su separación de Delirious? en 2009.

## Historia
God's Great Dance Floor - Step 01 fue grabado entre 2011 y 2012 en West Sussex, Inglaterra, y producido por Trevor Michael. Dentro de los músicos que contribuyeron a la grabación se destacan el guitarrista Jonny Bird, el bajista Josh Price y el baterista Ben Thatcher, además de la participación especial de Sarah Lawrence en los coros.       
El 25 de febrero de 2013 "Back to the Start" fue lanzado como el primer sencillo del álbum recibiendo atención radial en las estaciones de radio WJQK de Míchigan, WBSN de New Orleans, WQME de Indianápolis y en la WCLN de Nueva York.

## Lista de canciones
| Lista de canciones |                        |          |  |
| N.º                | Título                 | Duración |  |
| 1.                 | «Awake My Soul»        | 3:32     |  |
| 2.                 | «Fire Never Sleeps»    | 4:32     |  |
| 3.                 | «Back to the Start»    | 6:32     |  |
| 4.                 | «Waiting Here for You» | 5:50     |  |
| 5.                 | «You Carry Me»         | 5:27     |  |
| 6.                 | «Safe in Your Arms»    | 4:43     |  |
| 7.                 | «Soldiers»             | 4:02     |  |
| 8.                 | «Jesus of Nazareth»    | 3:05     |  |
| 9.                 | «Catch Every Teardrop» | 5:09     |  |
| 10.                | «Shepherd Boy»         | 4:36     |  |
| 47:28              |                        |          |  |

| Edición para iTunes |                                           |          |  |
| N.º                 | Título                                    | Duración |  |
| 11.                 | «Waiting Here for You» (Acoustic version) | 5:50     |  |
| 12.                 | «Obsession» (Acoustic version)            | 3:44     |  |
| 13.                 | «Jesus' Blood» (Bonus track)              | 5:29     |  |
| 14.                 | «Fill My Cup» (Bonus track)               | 4:57     |  |

### Chart
| Año  | Chart                              | Posición |
| ---- | ---------------------------------- | -------- |
| 2013 | UK Christian & Gospel Albums Chart | 1        |